# Maranhão AC
Maranhão AC is een Braziliaanse voetbalclub uit São Luís in de staat Maranhão.

## Geschiedenis
De club werd opgericht in 1932 en ging vanaf 1933 in de staatscompetitie spelen. Vijf jaar later werd de club voor het eerst staatskampioen. Pas in 1959 werd met de Taça Brasil een nationale competitie ingevoerd voor staatskampioenen om zo een landskampioen te bepalen. Omdat de club in deze periode enkel in 1963 kampioen werd namen ze alleen in 1964 deel. Ríver werd in de eerste ronde verslagen, maar in de tweede ronde moesten ze het onderspit delven voor Paysandu.
In 1971 werd de Série A ingevoerd als hoogste klasse, maar voor de clubs uit de kleinere staten was er aanvankelijk geen plaats. Pas in 1979 kwalificeerde de club zich hiervoor en werd toen meteen groepswinnaar in de eerste fase. In de tweede fase, waar de club tegenover sterkere teams uitkwam werden ze voorlaatste. Het jaar erop werden ze laatste in een sterke groep. Tot 1991 speelde de club ook nog geregeld in de Série B. Ondanks drie opeenvolgende titels van 1993 tot 1995 speelde de club meer dan tien jaar niet op nationaal niveau. In 1996 degradeerde de club voor het eerst uit de hoogste klasse van de staatscompetitie, maar kon na één seizoen terugkeren en werd in 1999 alweer kampioen.
In 2000 bereikte de club de finale van de Copa Norte en verloor deze van São Raimundo. In 2002, 2003 en 2006 namen ze nog deel aan de Série C, maar konden daar geen potten breken. Na de invoering van de Série D als laagste klasse in 2009 plaatste de club zich hier in 2013 voor als kampioen, maar een jaar later degradeerde de club weer uit de staatscompetitie. Ook nu beperkte de club de afwezigheid tot één seizoen. In 2017 bereikte de club de kwartfinale van de Série D. Winst zou promotie betekenen, maar de club verloor van Operário. Ook in 2023 bereikte de club de kwartfinale van de Série D en verloor nu van Ferroviário. De club werd eerder dat jaar als promovendus na tien jaar nog eens staatskampioen.

## Erelijst
Campeonato Maranhense
1937, 1939 (1) , 1941, 1943, 1951, 1963, 1969, 1970, 1979, 1993, 1994, 1995, 1999, 2007, 2013, 2023
 (1): De titel van 1939 wordt niet officieel erkend door de voetbalbond.